# 閔泳徽
閔 泳徽（ミン・ヨンフィ、朝: 민영휘、1852年5月15日 - 1935年12月30日）は、李氏朝鮮から大韓帝国の政治家。日本統治時代の朝鮮貴族。本貫は驪興閔氏。字は君八、号は荷汀。初名は閔泳駿。

## 人物
父の閔斗鎬は閔升鎬の従弟で、閔泳徽は高宗の母方の再従弟にあたる。1877年に科挙の文科に及第し、1887年に従二品に昇進、都承旨や平安道観察使、初の駐日公使を務めた。1889年に正二品に昇進し、江華府留守、刑曹・礼曹の各判書、協弁（次席）内務府事などを歴任した。1890年には従一品に昇進、吏曹判書、宣恵庁堂上、督弁（主席）内務府事、親軍経理使などを歴任し、1893年には正一品に昇進、兵曹判書、議政府左賛成を歴任した。
1894年に甲午農民戦争が勃発すると、清に出兵を要請したが、かえって日本軍の進出を招く結果となり、金弘集政権下で全羅道霊光荏子島に配流された。翌年に親露派が政権を掌握すると復権し、宮内府特進官、宮内府掌礼掌卿に就任した。閔氏一族屈指の資産家であり、1906年には私立学校である徽文義塾を設立し、1910年の日韓併合後は朝鮮貴族として子爵に任じられた。